# Hovasaurus
Hovasaurus is een geslacht van uitgestorven Lepidosauromorpha behorend tot de Tangasauridae, een groep carnivore Eosuchia die tijdens het Perm leefde. Hovasaurus leefde in wat nu Madagaskar is.

## Vondst en naamgeving
De typesoort Hovasaurus boulei werd in 1926 benoemd en beschreven door Jean Piveteau op basis van materiaal in het begin van de twintigste eeuw gevonden bij de rivier de Sakamena, in het zuiden van Madagaskar. De geslachtsnaam verwijst naar de belangrijkste kaste op Madagaskar, de Hova. De soortaanduiding eert de Franse paleontoloog Marcellin Boule.

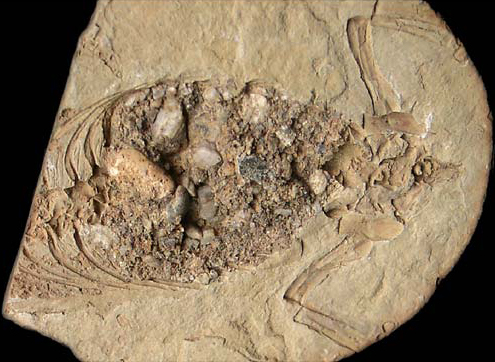
Doormidden gezaagde knol die een specimen met gastrolieten toont

Het holotype MNHN 1908-21-2 is gevonden in een laag van de onderste Sakamenaformatie die dateert uit het Laat-Perm. Het bestaat uit een gedeeltelijk skelet. Talrijke fossielen zijn aan de soort toegewezen. Deze omvatten de specimina MNHN 1908-21-2/7, MNHN 1908-21-5, MNHN 1908-21-6, MNHN 1908-21-7, MNHN 1908-21-8, MNHN 1908-21-12, MNHN 1908-21-14, MNHN 1908-21-16, MNHN 1908-21-18, MNHN 1908-21-19, MNHN 1908-21-24, MNHN 1908-32-1, MNHN 1908-32-4, MNHN 1908-32-21, MNHN 1908-32-22, MNHN 1908-32-23, MNHN 1908-32-23, MNHN 1908-32-24, MNHN 1908-32-26, MNHN 1908-32-29, MNHN 1908-32-45, MNHN 1908-32-49, MNHN 1908-32-58, MNHN 1908-32-59, MNHN 1908-32-60, MNHN 1908-32-67, MNHN 1908-32-68, MNHN 1908-32-77, MNHN 1908-32-99, MNHN 1908-32-64/73, MNHN 1925-5-28, MNHN 1925-5-10, MNHN 1925-5-12, MNHN 1925-5-18, MNHN 1925-5-20, MNHN 1925-5-25, MNHN 1925-5-27, MNHN 1925-5-29, MNHN 1925-5-30, MNHN 1925-5-31, MNHN 1925-5-32, MNHN 1925-5-34, MNHN 1925-5-36, MNHN 1925-5-38, MNHN 1925-5-41, MNHN 1925-5-46, MNHN 1925-5-49, MNHN 1925-5-50, MNHN 1925-5-54, MNHN 1925-5-56, MNHN 1925-5-60, MNHN 1925-8-14, R146, R147, SAM 6231, SAM 6232, SAM 9457, SAM 9459, SAM 9460 en SAM 9461. De fossielen zijn gevonden binnen omvattende nodules of knollen. Knollen uit dezelfde formatie hebben ook de resten van Tangasaurus opgeleverd, een verwante soort.
In 2004 werd ook materiaal uit het vroege Trias van Madagaskar aan de soort toegewezen. Dit omvat de specimina OUMNH GX.71: een bekken, voorste staart en voet; OUMNH GX.74: middelste staartwervels; OUMNH GX.75: een bekken, voorste staart en achterpoot; OUMNH GX.76: staartwervels; en OUMNH GX.85: een voet en wervels.
In 1982 werd door Pierre-Alain Baloge en Jean-Michel Dutuit een tweede soort benoemd: Hovasaurus ranohirensis, gebaseerd op een fossiel uit dezelfde formatie als het holotype van H. boulei maar in 1971 gevonden bij Ranohira. Het fossiel behoorde tot een particuliere verzameling en had geen inventarisnummer.

## Beschrijving
Hovasaurus was ongeveer vijftig centimeter lang en wordt wel omschreven als een 'op een hagedis gelijkend reptiel'. Hovasaurus was overigens geen hagedis. Hovasaurus leefde in het water, waar hij joeg op vissen en andere in het water levende dieren.
Het opvallendste kenmerk van Hovasaurus was zijn staart, die twee derde van de lichaamslengte besloeg. De staart was hoog en zijdelings afgeplat. Elke wervel van de staart bezat bovenop een hoog doornuitsteeksel en onderaan een diepe haemaalboog of chevron die samen van de staart een soort peddel maakten waarmee Hovasaurus waarschijnlijk zeer goed kon zwemmen. De handen en voeten van Hovasaurus waren vermoedelijk voorzien van zwemvliezen. De achterpoten waren veel krachtiger gebouwd dan de voorpoten en hadden naast de staart een belangrijke rol in de voortstuwing. De voeten waren ongeveer even lang als de rest van de achterpoot.
In de magen van verscheidene fossielen van skeletten van de Hovasaurus werden kiezelstenen aangetroffen, gastrolieten, bedoeld om tijdens de jacht op een prooidier sneller te kunnen duiken.
Hovasaurus ranohirensis zou van H. boulei verschillen door een meer complete verbening van de skeletelementen, lagere doornuitsteeksels en slankere ledematen.